# Niemstów (województwo dolnośląskie)

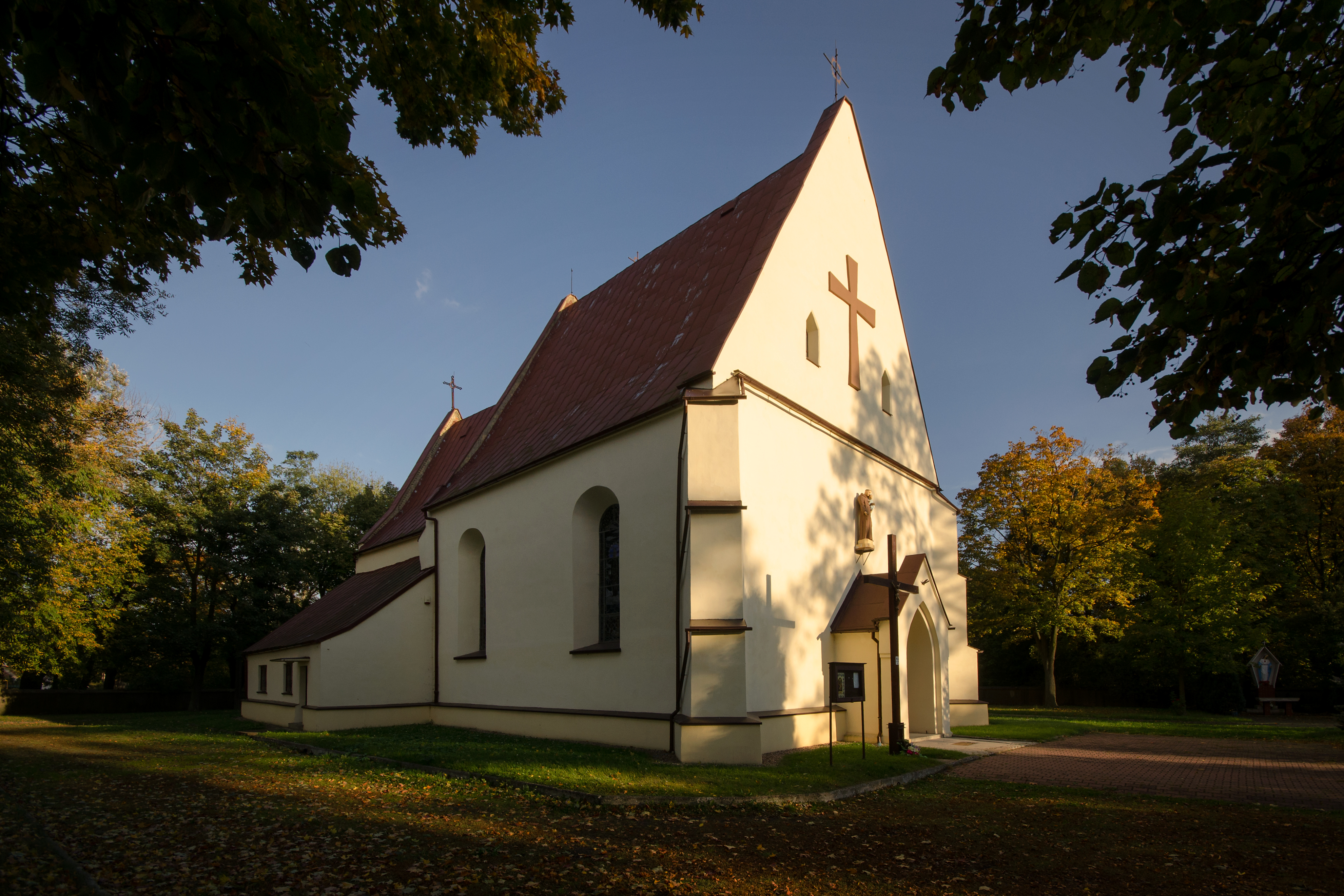
Kościół Św. Antoniego w Niemstowie

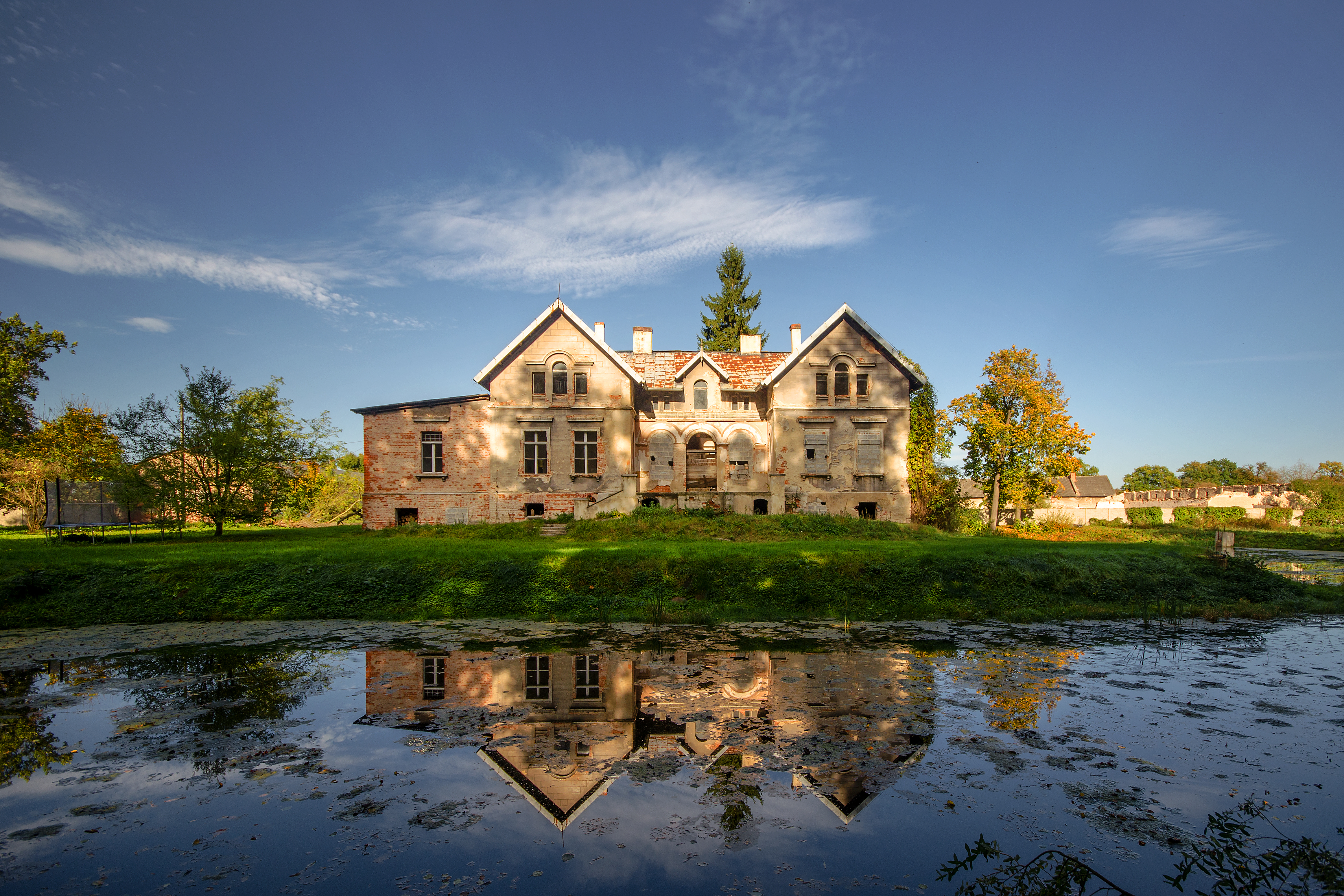
Dwór w Niemstowie

Niemstów (niem. Herzogswaldau) – wieś w Polsce, położona w województwie dolnośląskim, w powiecie lubińskim, w gminie Lubin.
W latach 1954–1968 wieś należała i była siedzibą władz gromady Niemstów, po jej zniesieniu w gromadzie Lubin. W latach 1975–1998 miejscowość położona była w województwie legnickim. Do sołectwa Niemstów należą przysiółki Łazek i Podgórze.
Wieś liczy 1099 mieszkańców – jest czwartą najludniejszą wsią w gminie.
| SIMC    | Nazwa    | Rodzaj     |
| ------- | -------- | ---------- |
| 0365411 | Łazek    | przysiółek |
| 0365428 | Podgórze | osada      |

## Położenie
Wieś Niemstów położona jest przy drodze Lubin-Wrocław w odległości około 12 km od Lubina, za Osiekiem. Jest bardzo długa – ciągnie się w kierunku Parszowic na przestrzeni około 8 km. W centrum wsi znajduje się remiza. Na północ od wsi przepływa rzeka Zimnica.

## Zabytki
Do wojewódzkiego rejestru zabytków wpisane są:
- kościół filialny pw. św. Antoniego, z XV w., XVI w., pierwsza połowa XVIII w.
- cmentarz przykościelny
- park pałacowy

## Oświata i kultura
W miejscowości istnieje szkoła podstawowa, która nosi imię Janusza Korczaka, a także Filia Ośrodka Kultury Gminy Lubin w Raszówce.